# Lijst van burgemeesters van Oud-Valkenburg
Dit is een lijst van burgemeesters van de voormalige Nederlandse gemeente Oud-Valkenburg tot die gemeente in 1940 fuseerde met Houthem, Valkenburg en Schin op Geul. Aanvankelijk was dat onder de naam 'Valkenburg' maar op 15 juli 1941 vond de hernoeming plaats tot de gemeente Valkenburg-Houthem.
| Ambtsperiode | Naam burgemeester         | Partij of stroming | Bijzonderheden |
| ------------ | ------------------------- | ------------------ | --- |
| 18?? - 1830  | Quaedvlieg                |                    | |
| 1830 - 1860  | N. Rademakers/Raedemakers |                    | tevens burgemeester van Strucht (1843-1849) |
| 1860 - 1864  | B. Ernon                  |                    | |
| 1864 - 1867  | E.H. Vollers              |                    | |
| 1867 - 1883  | P.H. Wijnands             |                    | |
| 1883 - 1901  | H.J. Franssen             |                    | |
| 1901 - 1918  | W. Troisfontaine          |                    | |
| 1918 - 1935  | J.A.M. Wijnands           |                    | |
| 1935 - 1940  | P.A. Hens                 |                    | tevens burgemeester van Valkenburg en van Houthem (beide sinds 1917), daarna burgemeester van de fusiegemeente Valkenburg (Valkenburg-Houthem) |